# Cortinarius stillatitius
Cortinarius stillatitius (Elias Magnus Fries, 1838) din încrengătura Basidiomycota, în familia Cortinariaceae și de genul Cortinarius, este o specie de ciuperci comestibile răspândită mai ales la deal și în regiuni submontane, dar nu în cele montane sau călduroase, care coabitează, fiind un simbiont micoriza (formează micorize pe rădăcinile arborilor). O denumire populară nu este cunoscută. În România, Basarabia și Bucovina de Nord trăiește în grupuri mai mari sau mai mici pe sol acru până neutru și umed în pădurile de conifere, de foioase precum în cele mixte. Intră în simbioză cu diverși arbori, astfel cu mesteceni și molizi, mai ales însă cu fagi. Timpul apariției este din (iulie) august până în octombrie (noiembrie).

## Taxonomie

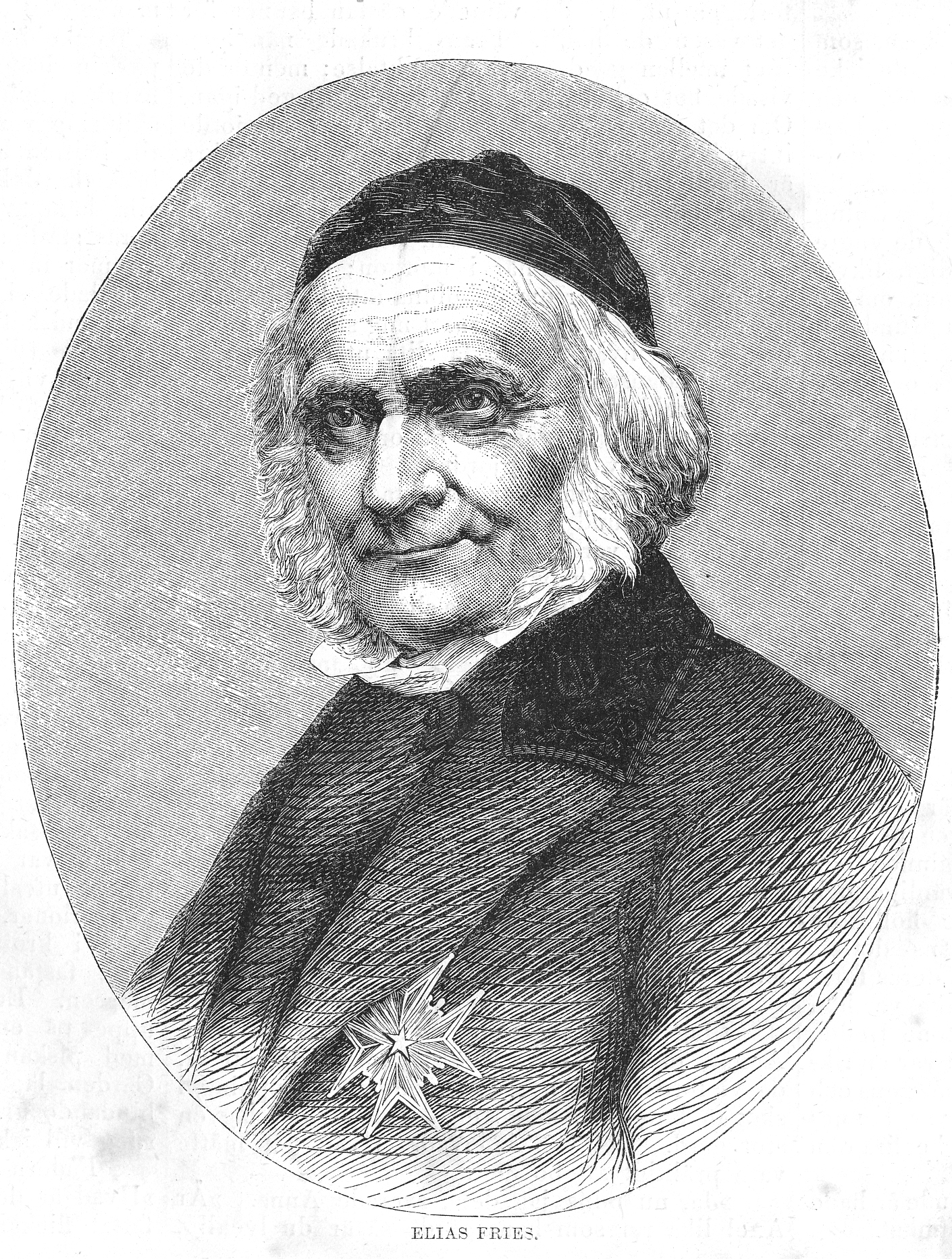
E. Fries

Numele binomial a fost determinat de renumitul savant suedez Elias Magnus Fries drept Cortinarius stillatitius, de verificat în cartea sa Epicrisis systematis mycologici, seu synopsis hymenomycetum din 1838, fiind și numele curent valabil (2022).
Variația Cortinarius stillatitius var. emunctus  a lui Lucien Quélet (1884), denumirea Gomphus stillatitius a lui Otto Kuntze (1891) și forma Cortinarius stillatitius f. maximus, descrisă de micologul francez Pierre Moënne-Loccoz (2000), sunt acceptate drept sinonime. Alte încercări de redenumire nu sunt cunoscute.
Epitetul specific este derivat din cuvântul latin (latină stillare=a picura, a vărsa, referindu-se la scurgerea mucului de pe pălărie la umezeală.

## Descriere

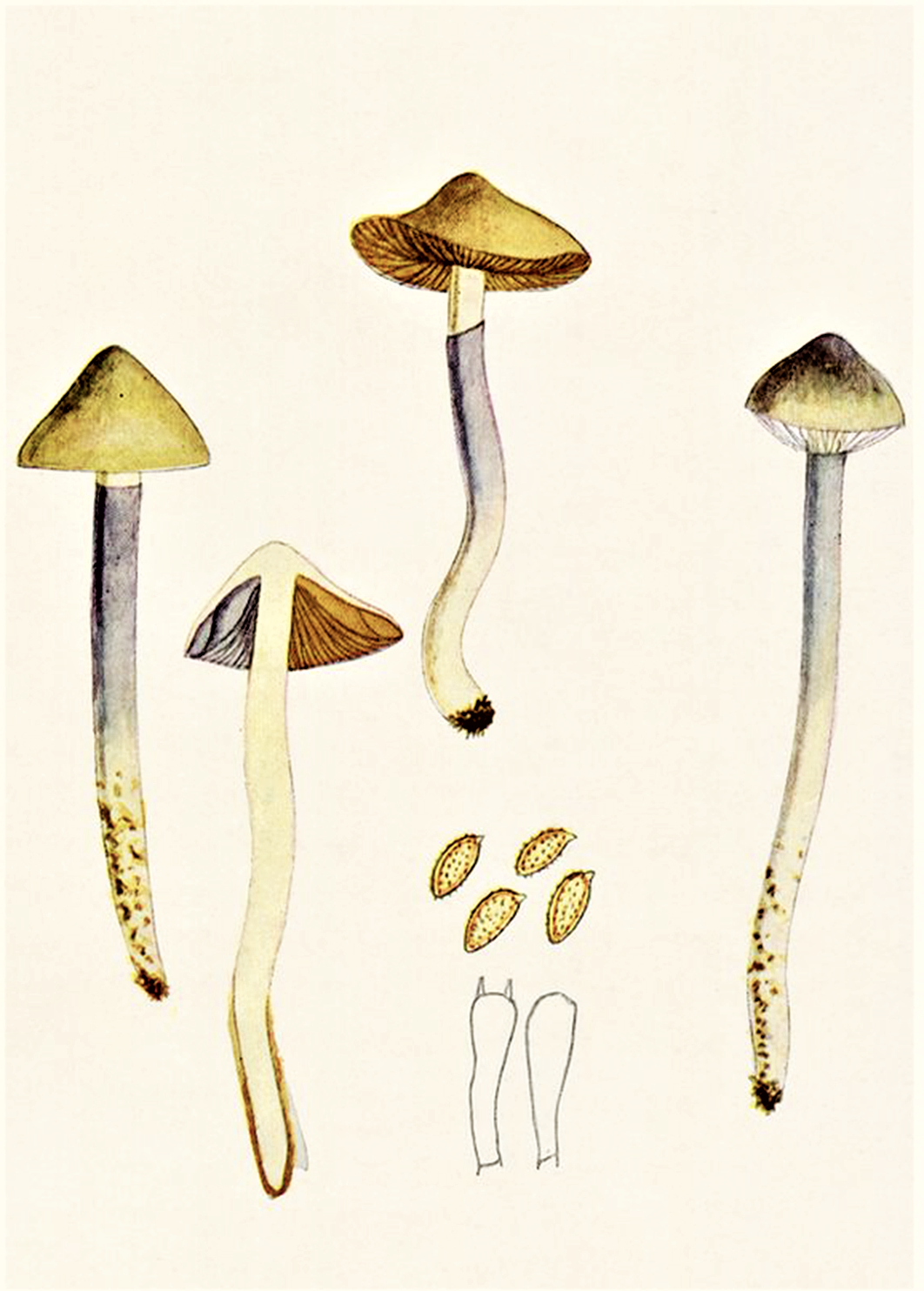
Bresadola - Cortinarius stillatitius

- Pălăria: destul de cărnoasă are un diametru între 4 și 9 (11 cm), este la început în formă de clopot cu marginile răsucite înspre interior, devine apoi convexă, formând nu rar o cocoașă centrală tocită bine dezvoltată, nu prea mare, și, în sfârșit, plată. Cuticula netedă, în vârstă nu rar rugoasă, este preponderent vâscoasă și mucoasă, în special în tinerețea buretelui, doar după vreme uscată pentru mai mult timp se prezintă mat-mătăsoasă. La umezeală mucul scurge de pe pălărie. Coloritul variabil poate fi ocru-măsliniu, gri-brun, galben-maroniu, brun-roșcat, brun-violet până brun închis, fiind în mijloc mai închis, iar în jurul marginii mai deschis. Prezintă mereu nuanțe albăstruie, datorită mucului de pe suprafață.
- Lamelele: sunt destul de subțiri, nu prea aglomerate, slab bombate și intercalate de lameluțe numeroase de lungime diferită precum aderate strâns, uneori chiar scurt decurente la picior, fiind acoperite în tinerețe de o cortină vâscoasă, violet-albicioasă, formată din fibre foarte fine ca păienjeniș. Muchile sterile cu gene albicioase devin cu timpul mereu mai ondulate și zimțate. Coloritul este pentru mai mult timp albicios, devenind apoi de culoarea lutului și în sfârșit maroniu până ruginiu.
- Piciorul: solid de 5-10 cm lungime și de 0,5-1,3 lățime este mai mult sau mai puțin cilindric, mai zvelt spre bază și înrădăcinând precum plin pe dinăuntru. Suprafața netedă este mai presus de toate în tinerețe de la sfârșitul vălului spre jos plină de un mucilagiu violet-albăstrui care se ține la bază. Spre vârf este alb-mătăsoasă. Tije mai bătrâne  uscate pălesc și sunt atunci mai mult sau mai puțin murdar albicioase. Nu prezintă un inel veritabil.
- Carnea: destul de fermă și murdar albicioasă nu se decolorează după tăiere. Mirosul este inițial imperceptibil, apoi de miere sau a florilor de mahonie, mai presus de toate la bază când aceasta este frecată sau ruptă și gustul blând, devenind însă cu avansarea însă vârstă puțin amar.[3][4]
- Caracteristici microscopice: are spori de 12 (13)-14 (15) x 6 (7)-8 (8,5) microni colorați galben-auriu, elipsoidali până în formă de migdală alungită sau lămâie, adesea cu o ușoară depresiune sub-apiculară și cu un vârf papilar, fiind pe dinafară dens verucoși, de contur aspru, cu verucii izolați, de mărime medie, rareori oarecum mai grosolani sau alungiți și cu o picătură mare uleioasă pe dinăuntru. Pulberea lor are un colorit ruginiu închis. Basidiile clavate, fără cleme, poartă 2-4 sterigme fiecare și măsoară 35-40 x 8-12 microni. Cheilocistidele (elemente sterile situate pe muchia lamelor) și ele fără catarame sunt veziculoase, în formă de balon, cu celule marginale în majoritate cu un peduncul scurt, măsurând 34-46 x 15-28 microni.[10][11]
- Reacții chimice: nu sunt cunoscute.[12]

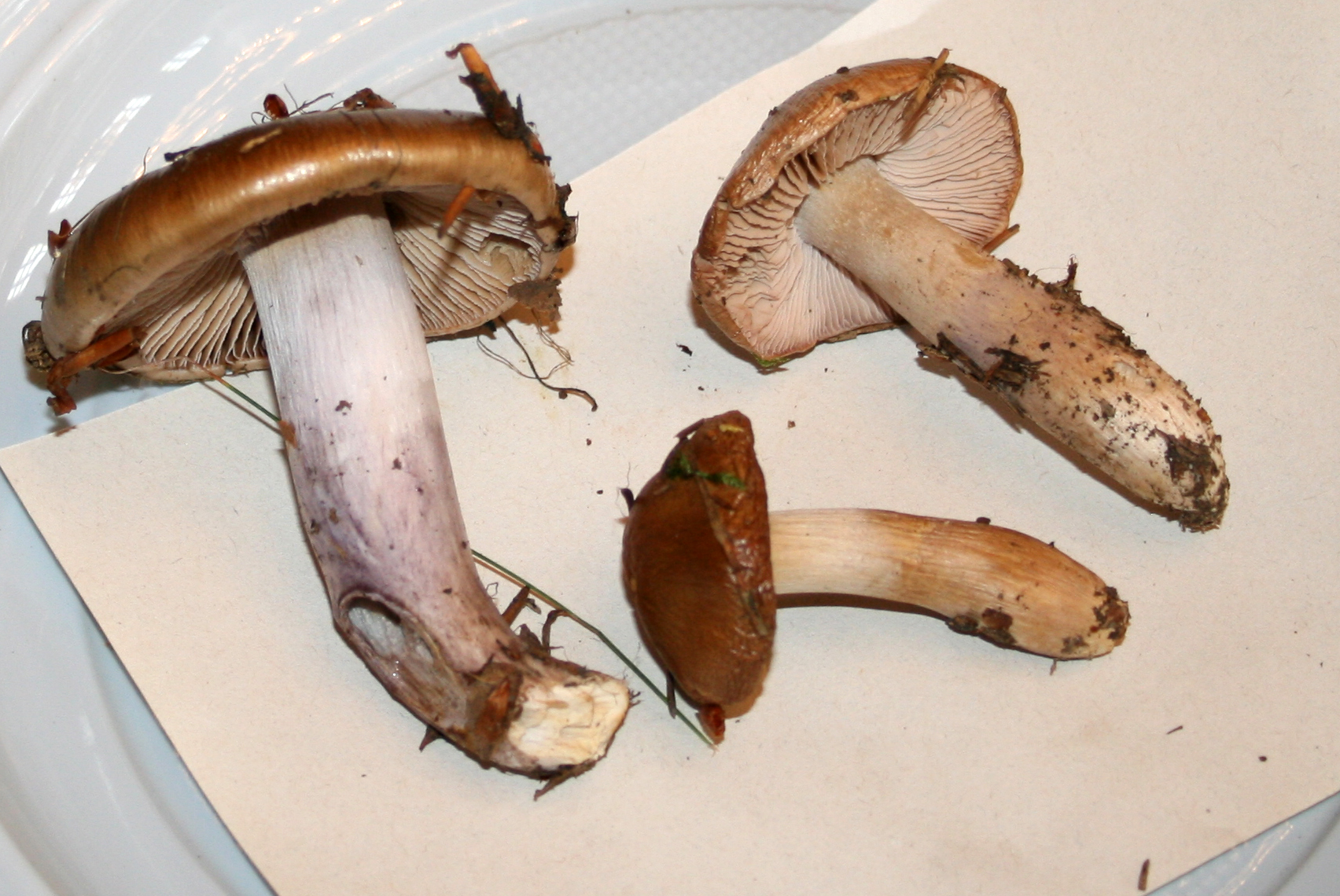
Cortinarius stillatitius, aspecte în diverse stadii de evoluție, deja parțial uscate

## Confuzii
Cortinarius stillatitius poate fi confundat în primul rând cu specii foarte asemănătoare, anume Cortinarius collinitus (comestibil (inițial lamele albicioase, apoi maroniu-roșcate și picior acoperit la început de un văl lipicios lila-purpuriu), Cortinarius elatior (comestibil, miros de miere), Cortinarius mucifluus (comestibil) sau Cortinarius mucosus (comestibil), dar, de asemenea, de exemplu cu Cortinarius alboviolaceus (necomestibil),  Cortinarius callisteus (otrăvitor), Cortinarius caninus (comestibil), Cortinarius delibutus (comestibil),  Cortinarius largus (necomestibil, miros mai mult sau mai puțin pământos, gust blând), Cortinarius livido-ochraceus (comestibil), Cortinarius multiformis (comestibil, lamele inițial albicioase, apoi cenușii până la maroniu-roșcate și piciorul inițial albicios, apoi ocru deschis), Cortinarius salor (comestibil), Cortinarius trivialis (necomestibil), Cortinarius turmalis (necomestibil, miros ceva fistichiu ca de drojdie, de lapte acru, chiar de picioare fetide, gust blând), Cortinarius varius (comestibil) sau Cortinarius vibratilis (necomestibil, lamele alb-gălbuie la început, apoi maroniu-roșcate și picior alb, inițial acoperit de un văl lipicios, foarte amar).
Imaginile speciei descrise aici sunt în Wikipedia din păcate doar puține și destul de nesemnicative.

## Specii asemănătoare în imagini

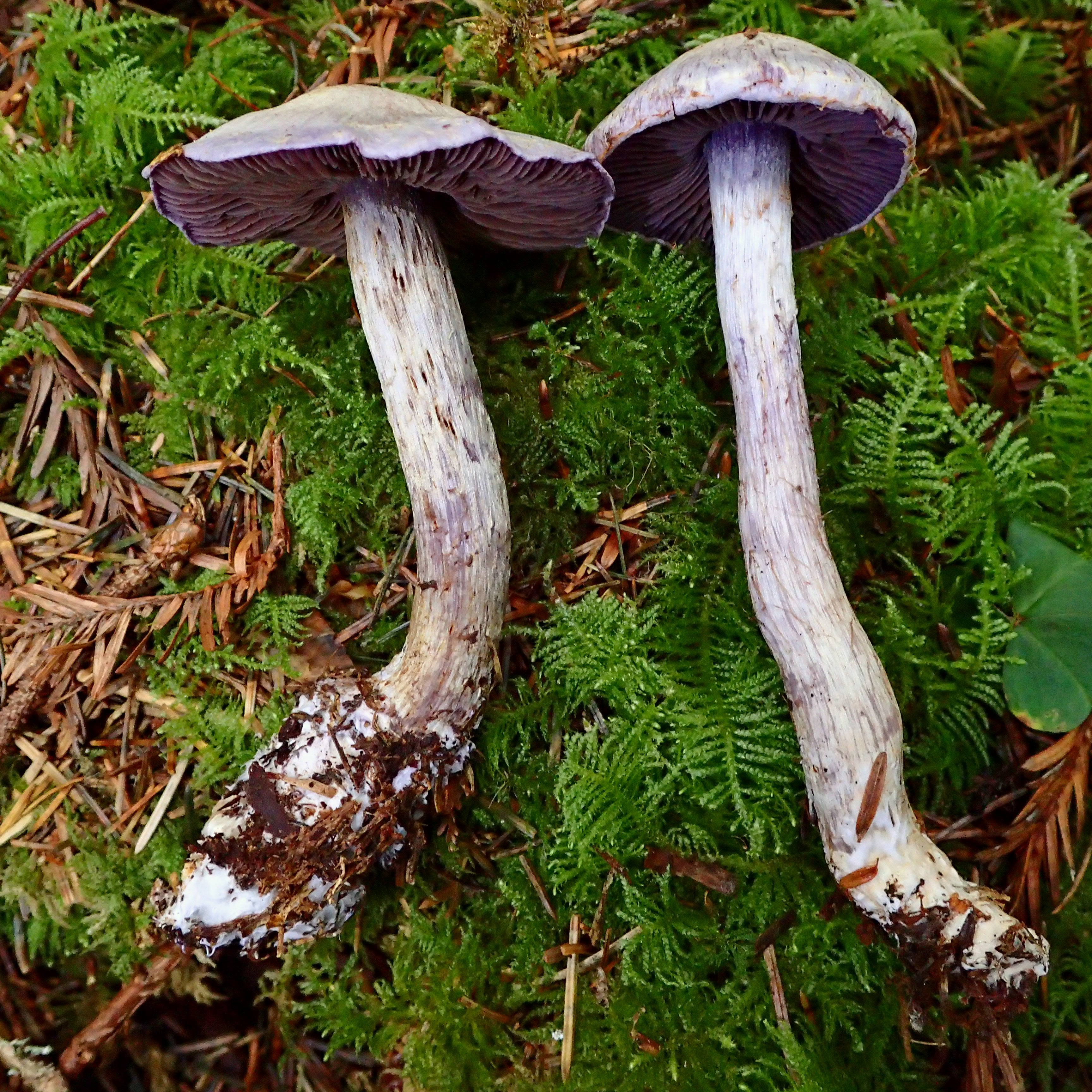
!Cortinarius alboviolaceus!
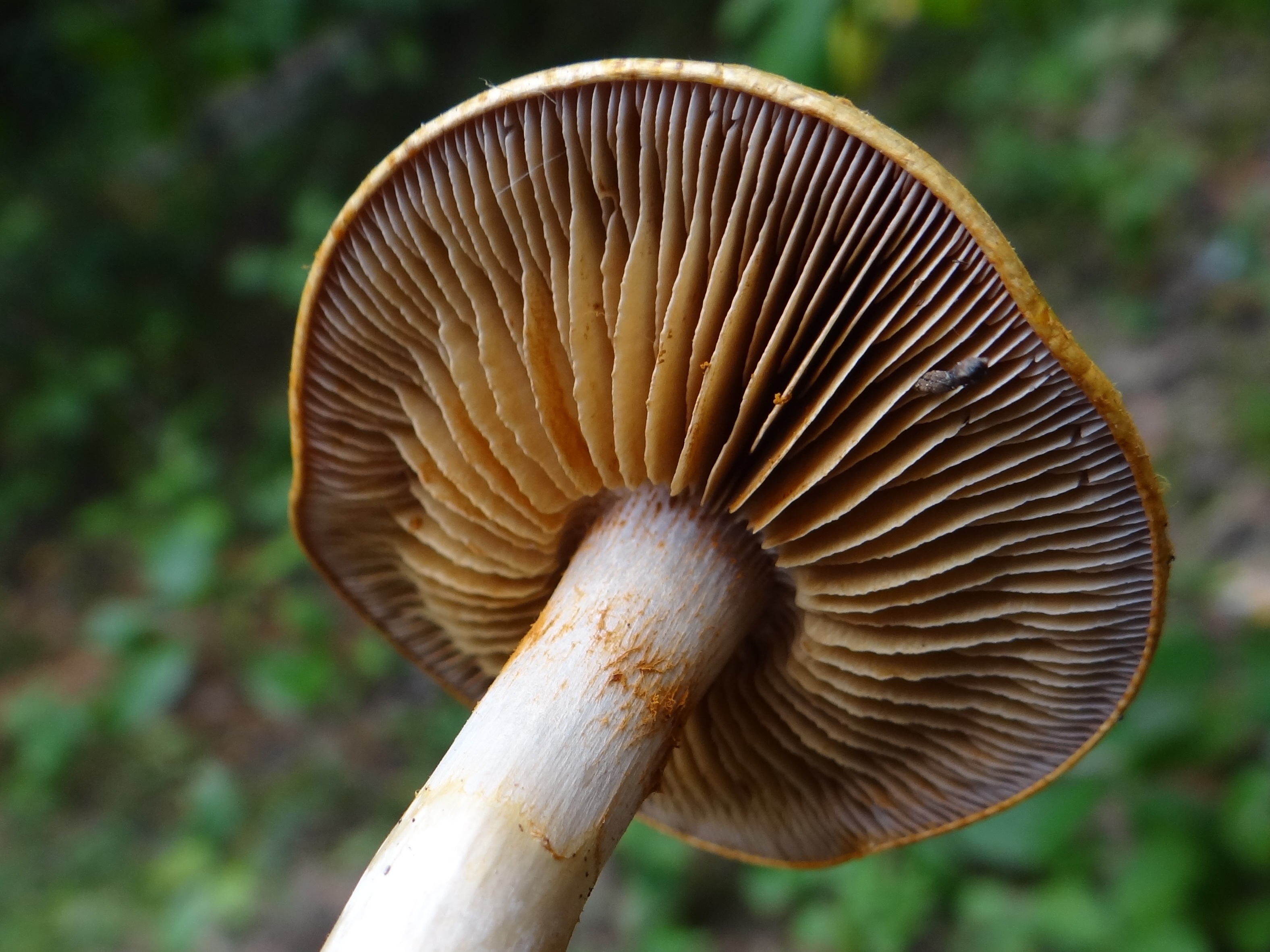
!!Cortinarius callisteus!!
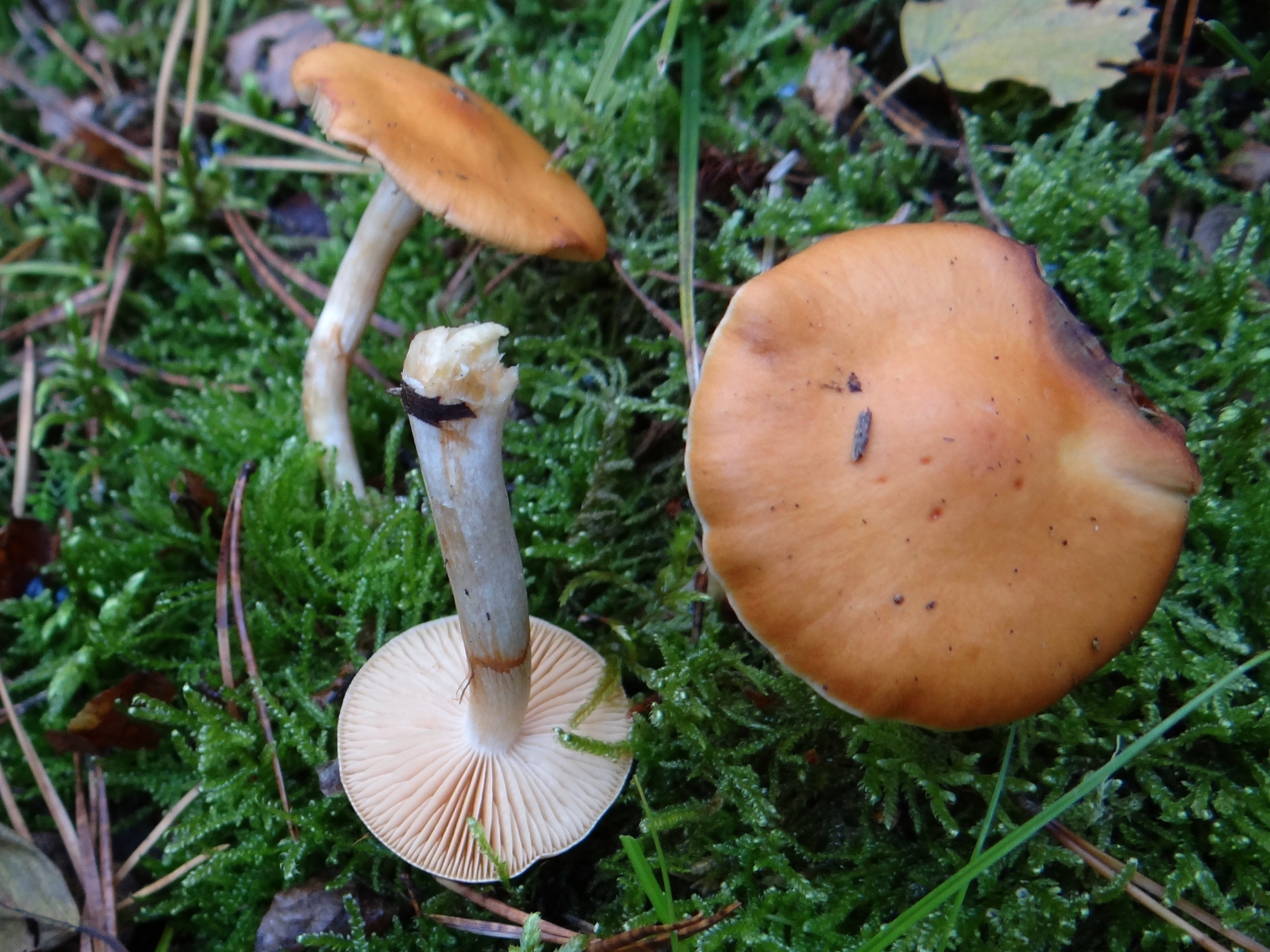
Cortinarius.caninus
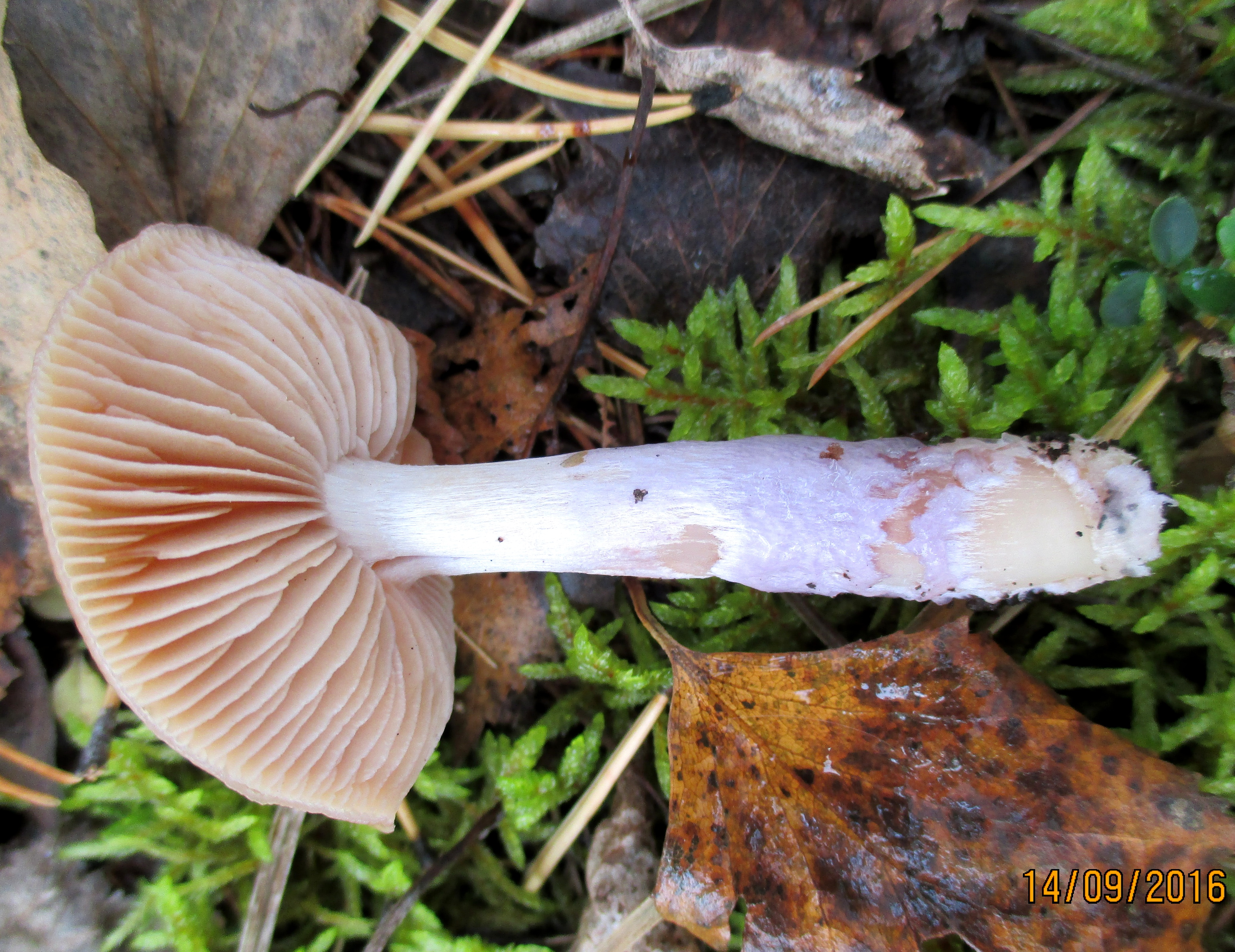
Cortinarius collinitus
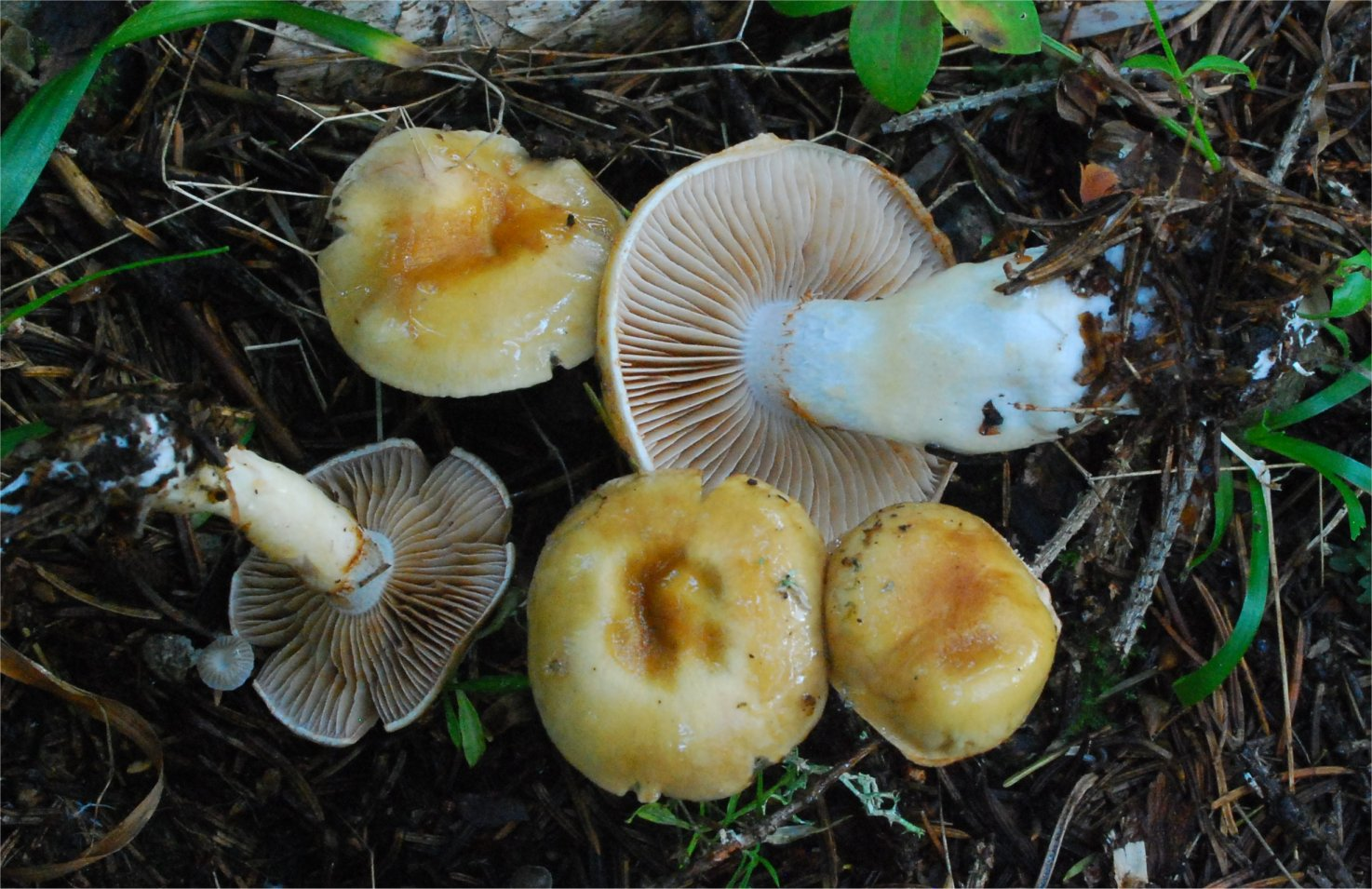
Cortinarius delibutus

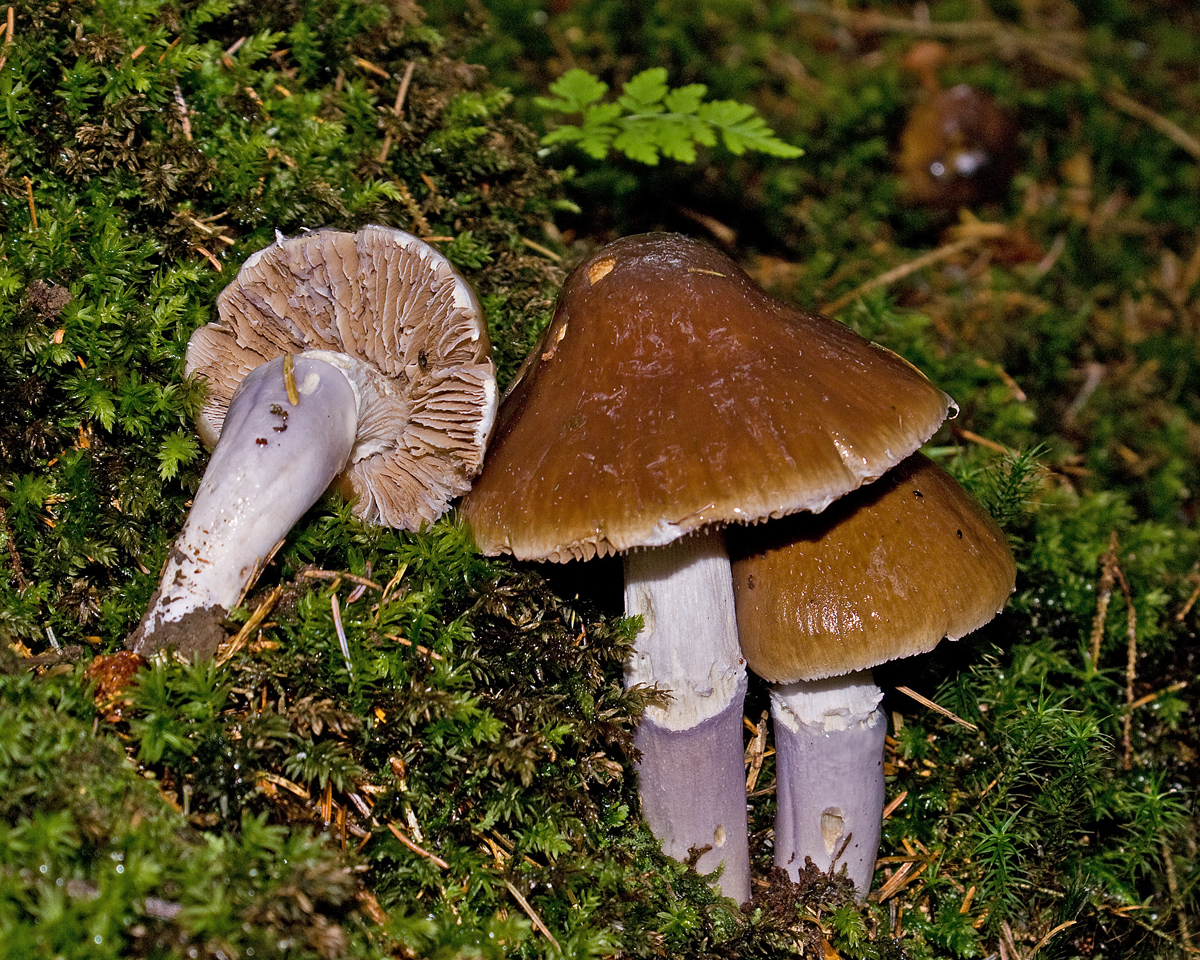
Cortinarius elatior
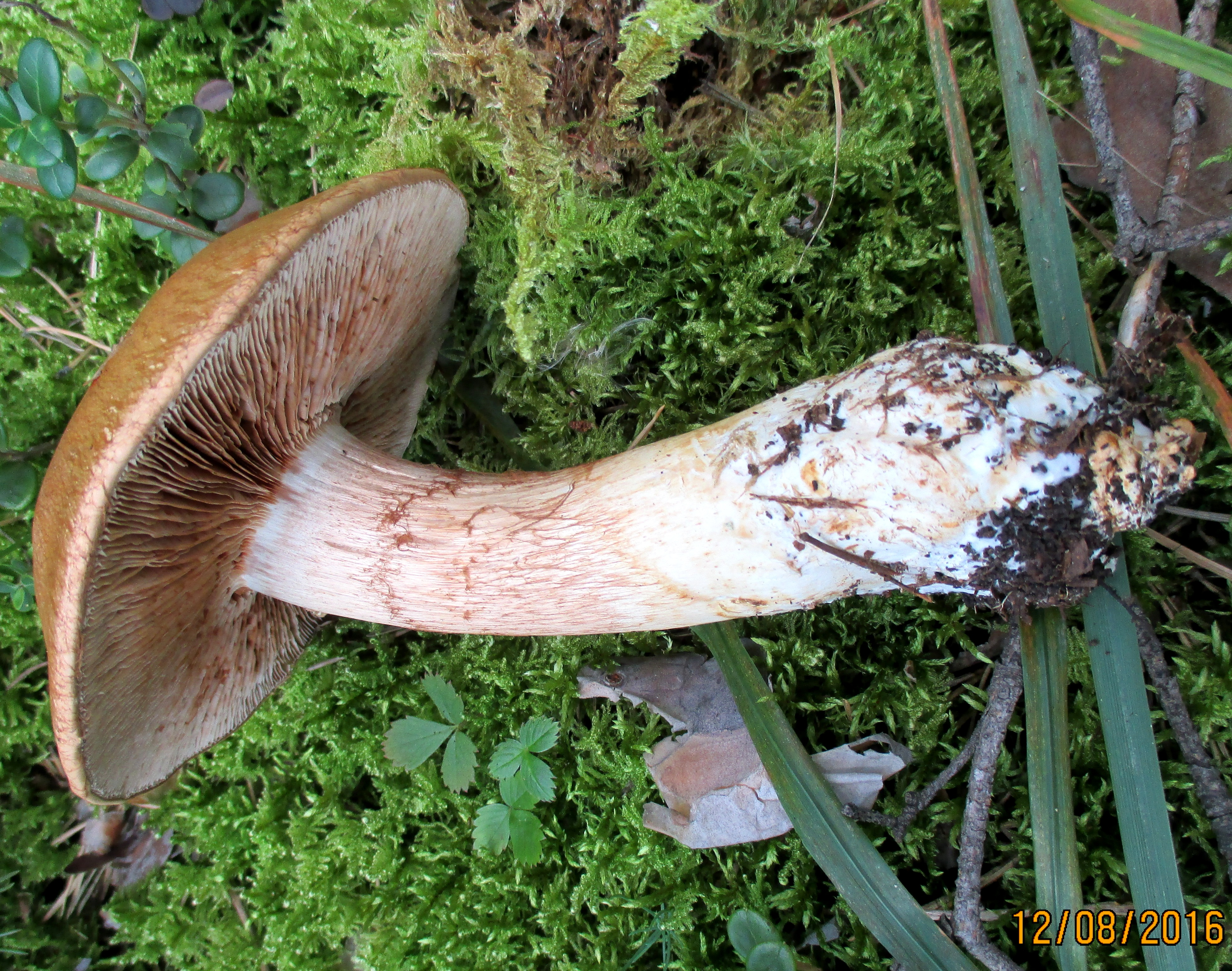
!Cortinarius largus!
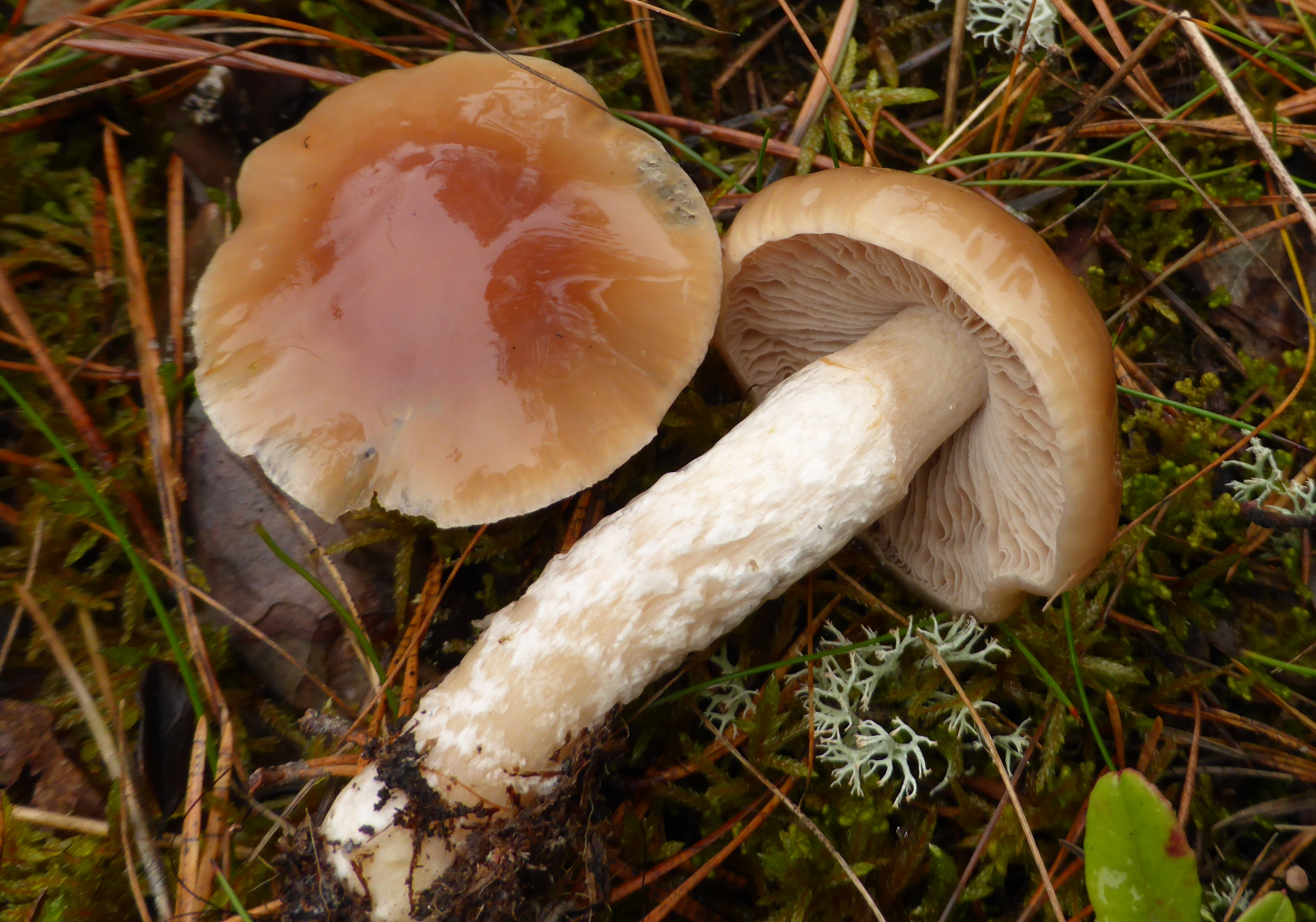
Cortinarius mucifluus
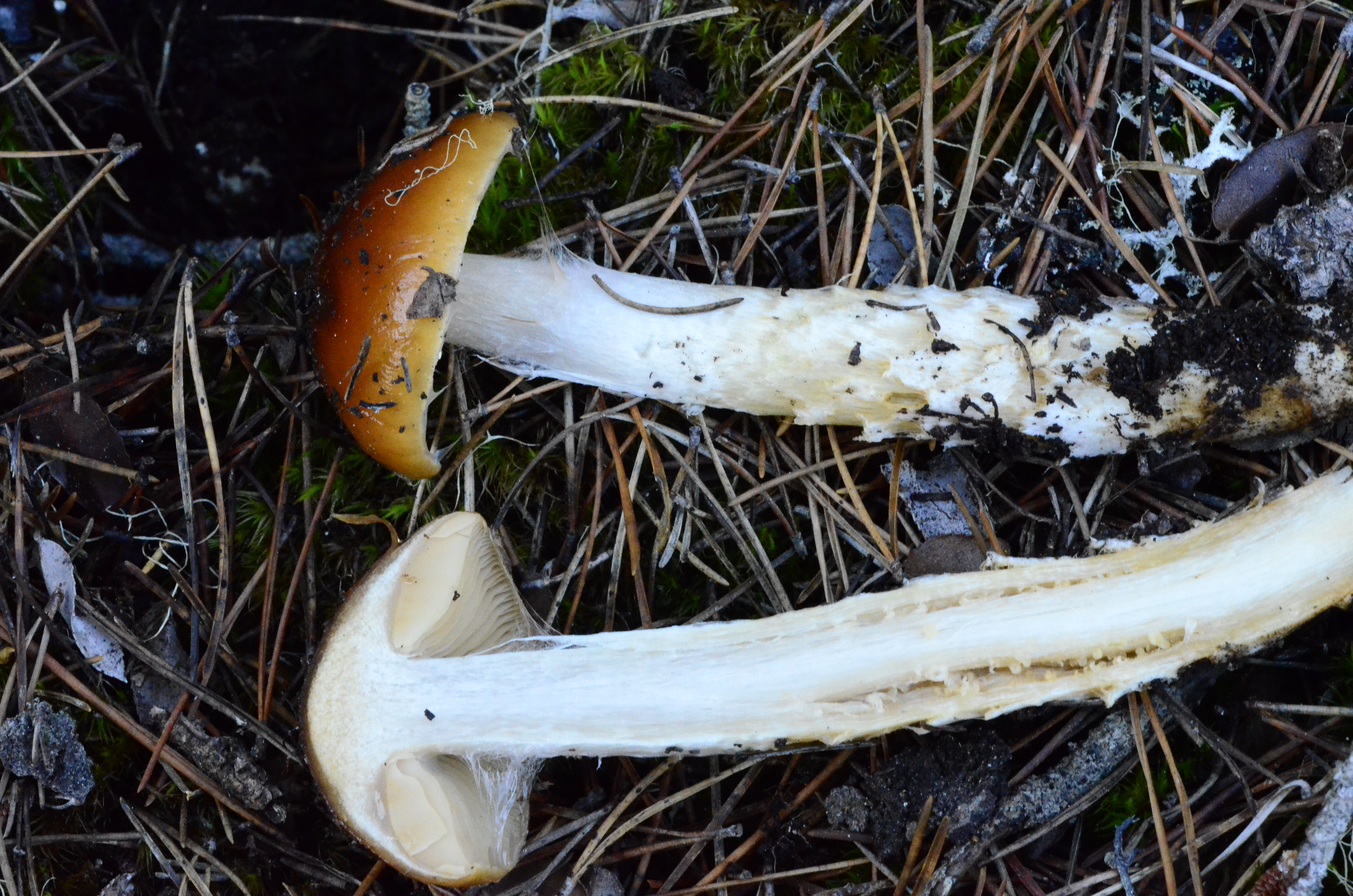
Cortinarius mucosus
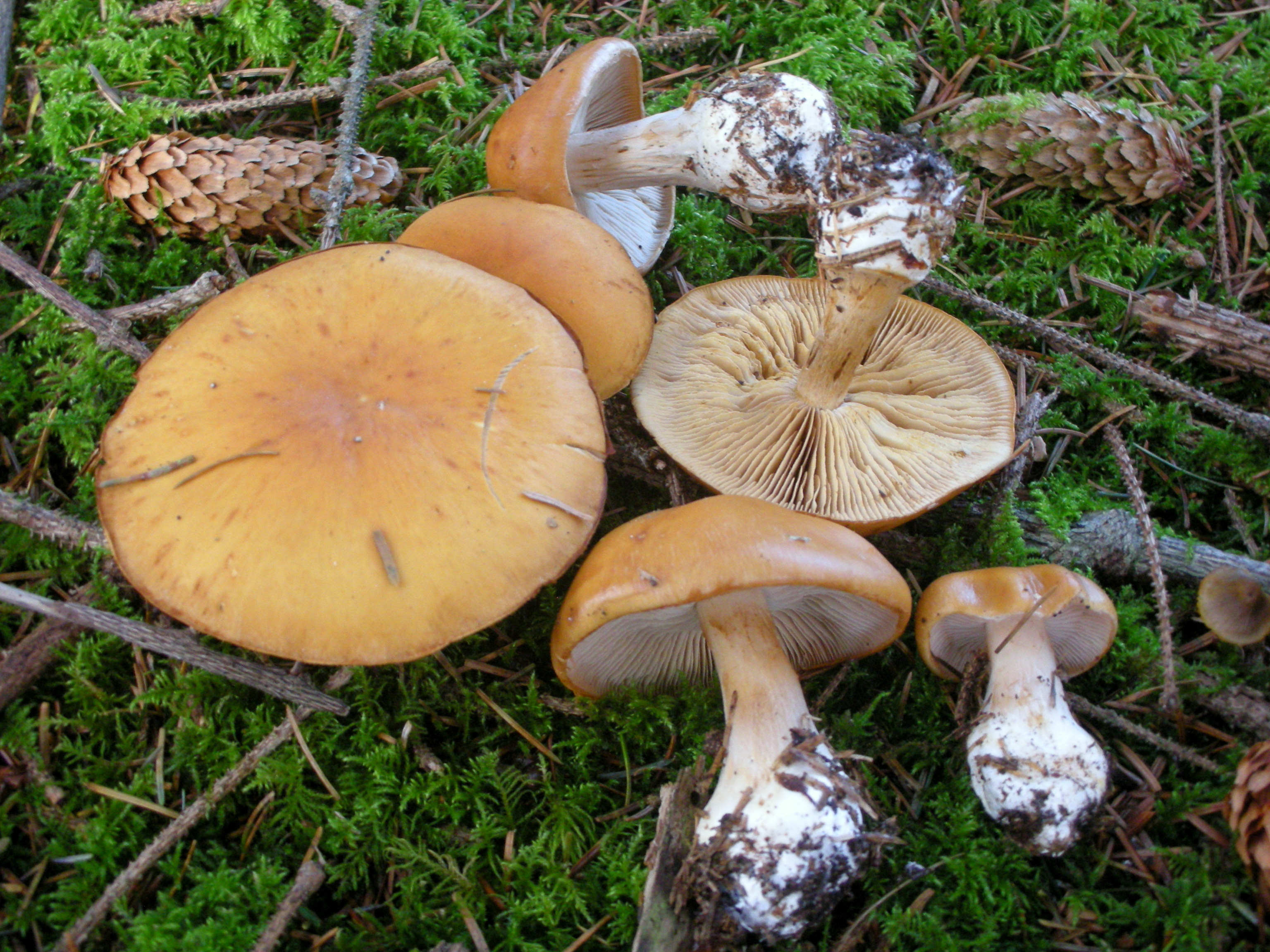
Cortinarius multiformis

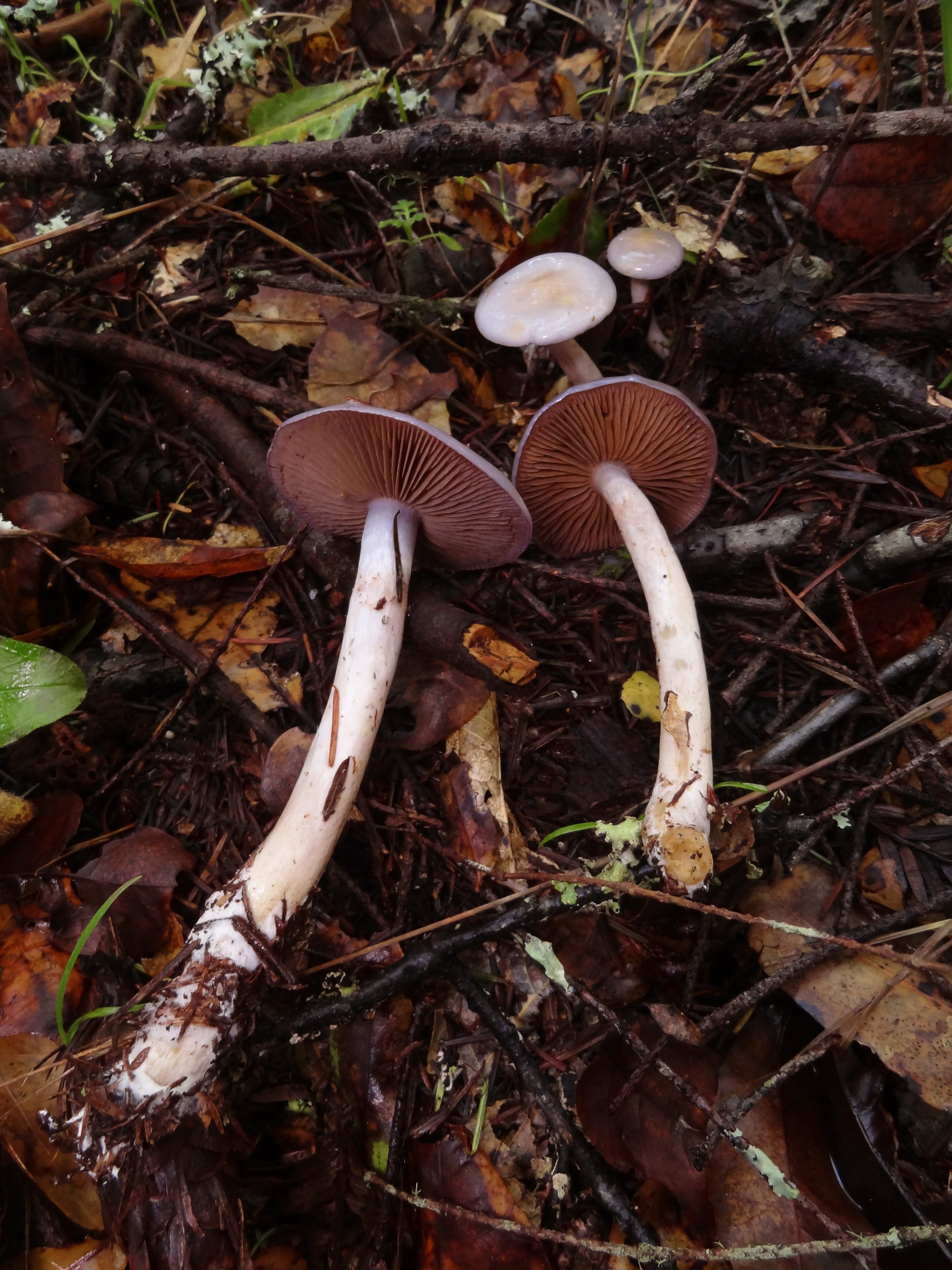
Cortinarius salor
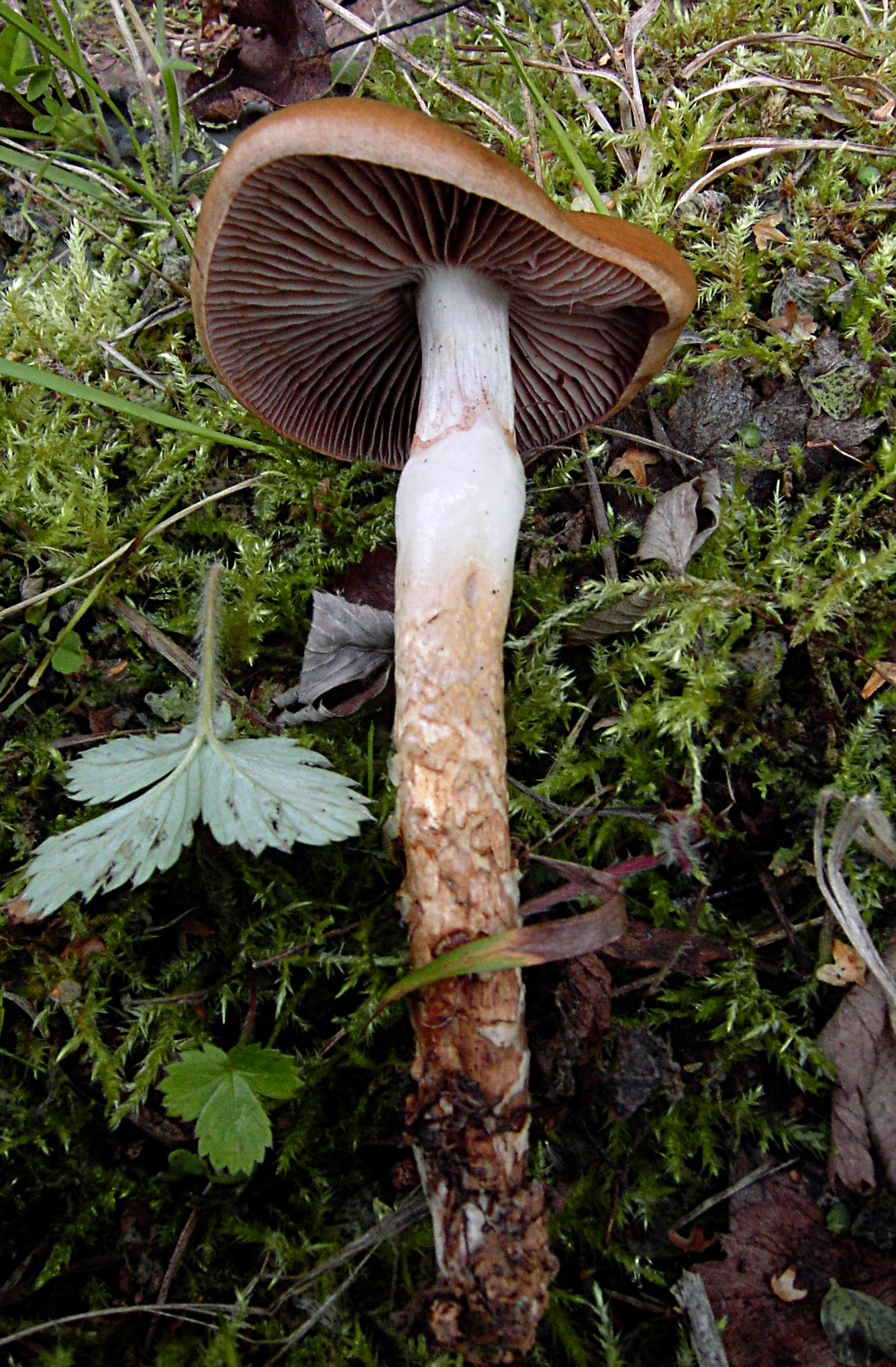
!Cortinarius trivialis!
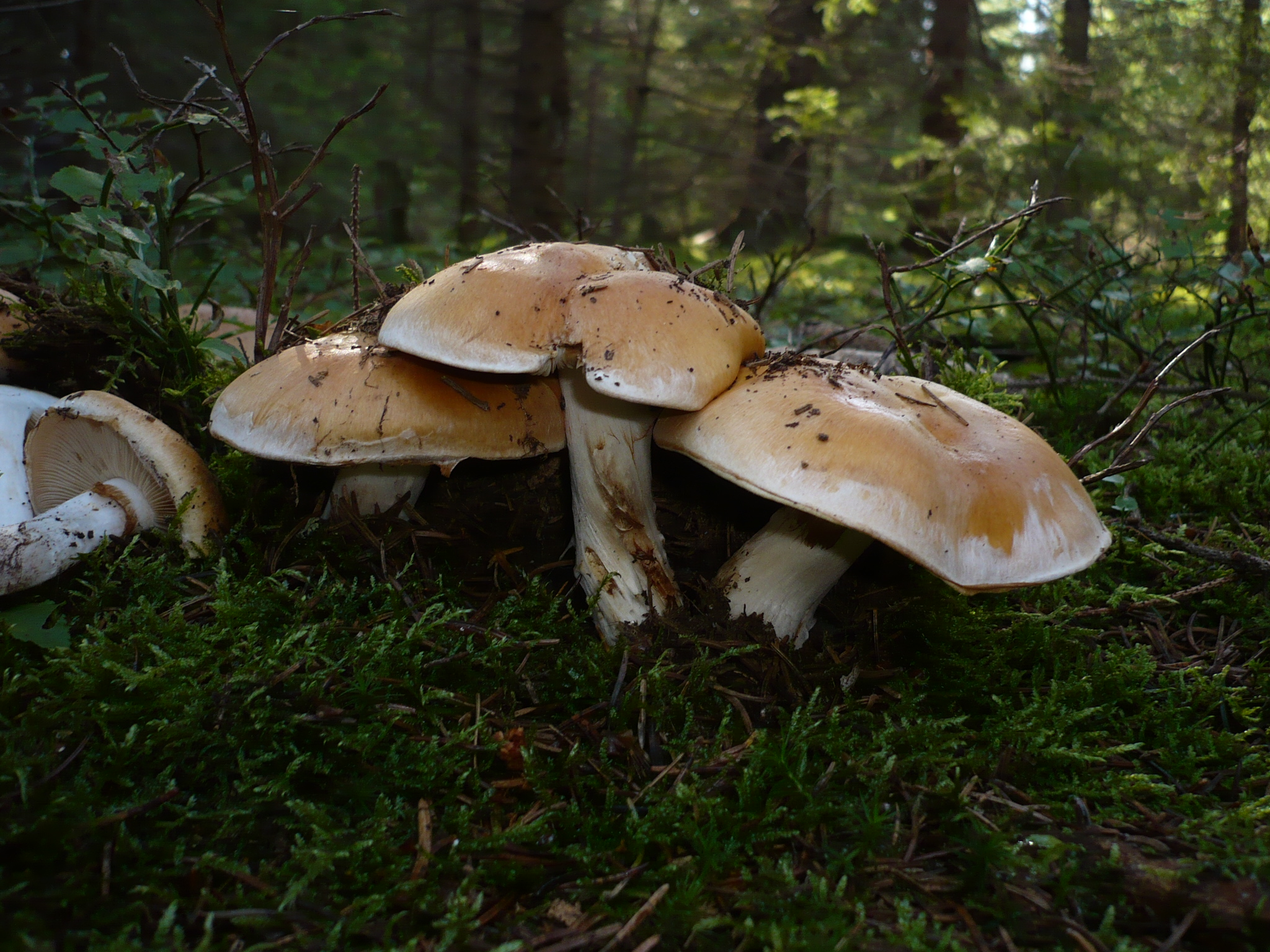
!Cortinarus turmalis!
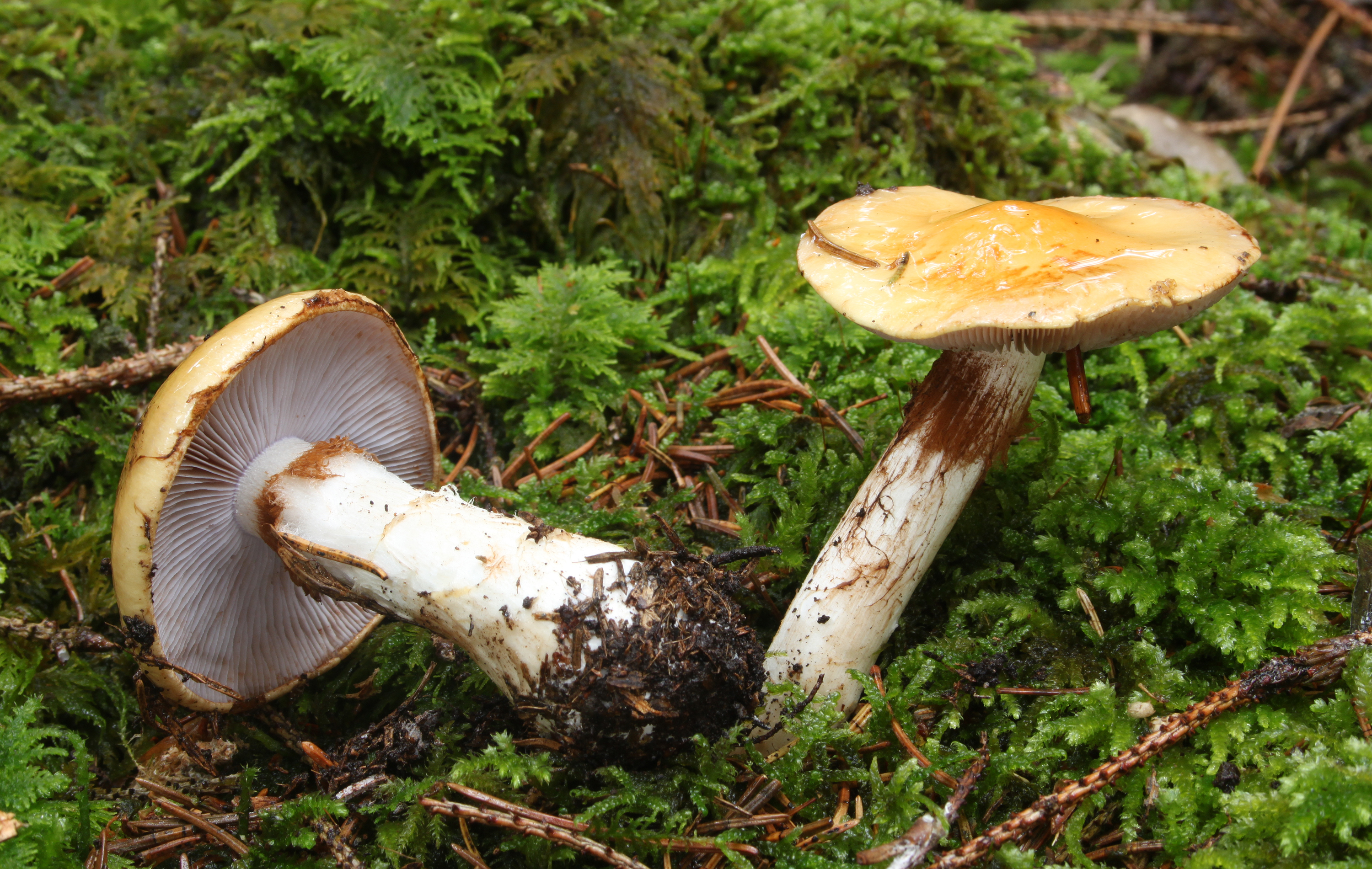
Cortinarius varius
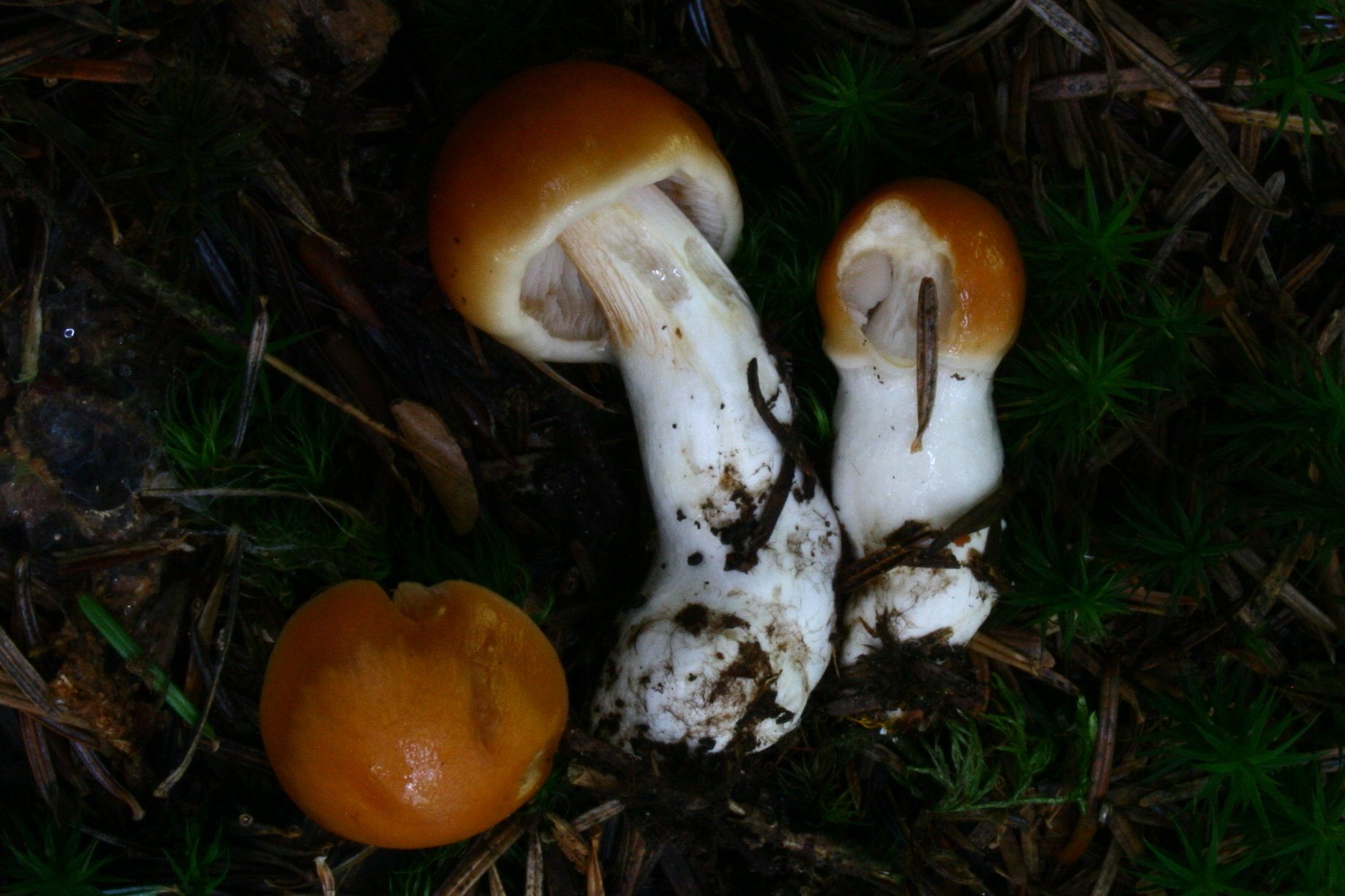
!Cortinarius vibratilis!

## Valorificare
Această ciupercă nu este prea gustoasă. Dați atenție, pentru că ea devine cu avansarea în vârstă puțin amară. Este de menționat că ar trebui curățată bine pentru a nu murdării alte specii în coș.